# Arbatel de magia veterum
Arbatel de magia veterum jest to ezoteryczne dzieło, grimoire napisane w języku łacińskim poświęcone magii rytualnej. Zostało ono opublikowane w 1575 w Bazylei, Szwajcarii. Natomiast pierwotnie ukazało się w dziele Heinricha Corneliusa Agrippy von Nettesheima pt. Arbatel de magia seu pneumatica veterum w 1565. Opowiada ono o siedmiu aniołach, a zarazem demonach, z którymi mag może się skontaktować.
Każdemu jest przyporządkowane pewne ciało niebieskie:
- Aratron - Saturn
- Bether - Jowisz
- Phalec - Mars
- Och - Słońce
- Hagith - Wenus
- Ophiel - Merkury
- Phul - Księżyc